# Jürgen Schuster (Filmproduzent)
Jürgen Schuster ist ein deutscher Filmproduzent.

## Leben
Jürgen Schuster studierte von 1983 bis 1988 an der Albert-Ludwigs-Universität Freiburg und der Eberhard Karls Universität Tübingen Volks- und Betriebswirtschaftslehre.
Von 1988 bis 1993 war Schuster zunächst beim Süddeutschen Rundfunk (SDR) in Stuttgart tätig, zunächst als Referent in der Intendanz, danach als Leiter der Programmwirtschaft Fernsehen. 1993 promovierte in Tübingen zum Dr. rer. pol. über Strategisches Management von öffentlich-rechtlichen Fernsehunternehmen. Ende des Jahres 1993 wechselte er zu RTL Television und baute dort den Bereich Produktionsmanagement auf. Im Jahr 1999 ging er zur UFA Film & TV Produktion, wo er in den Folgejahren als Geschäftsführer verschiedene UFA-Gesellschaften betreute. So war er von 1999 bis 2012 Geschäftsführer und Produzent bei der UFA-Tochter teamWorx Television & Film GmbH, die er gemeinsam mit Nico Hofmann leitete. Dort verantwortete er Produktionen wie Die Flucht, Mogadischu, Hindenburg oder den Dreiteiler Unsere Mütter, unsere Väter. 
Parallel war er auch Geschäftsführer der Berliner Phoenix Film und ab dem Jahr 2008 auch Mitglied der Geschäftsführung der neu gegründeten UFA Cinema GmbH, für die er Kinofilme wie Dschungelkind, die Hanni-&-Nanni-Filme, Teufelskicker und Wir wollten aufs Meer produzierte.
2013 verließ er die UFA und wechselte als Gesellschafter und Geschäftsführer zur Zeitsprung Pictures GmbH in Köln. Zwei Jahre später wurde  er geschäftsführender Gesellschafter der Dreamtool Entertainment GmbH in München. Seit 2017 ist er Bereichsleiter Fiction und Produzent bei Fandango Film TV Produktion GmbH in Köln.
Jürgen Schuster ist Mitglied der Deutschen Filmakademie. 

## Veröffentlichungen
- Rundfunkmarketing: Entwicklung einer strategischen Marketingkonzeption für das öffentlich-rechtliche Fernsehen (zugl. Dissertation, Universität Tübingen 1993), Universitäts-Verlag, Konstanz 1995, ISBN 978-3-87940-391-2.

## Filmografie (Auswahl)
Produzent
- 2004: Sehnsucht (Fernsehfilm)
- 2006: Tornado – Der Zorn des Himmels (Fernsehfilm)
- 2006: Helen, Fred und Ted (Fernsehfilm)
- 2006: Nicht alle waren Mörder (Fernsehfilm)
- 2007: Kahlschlag (Fernsehfilm)
- 2008: Mein Herz in Chile (Fernsehfilm)
- 2008: Mogadischu (Fernsehfilm)
- 2008: Die Patin – Kein Weg zurück (dreiteiliger Fernsehfilm)
- 2009: Vulkan (zweiteiliger Fernsehfilm)
- 2010: Teufelskicker
- 2010: Die Grenze (zweiteiliger Fernsehfilm)
- 2011: Go West – Freiheit um jeden Preis (zweiteiliger Fernsehfilm)
- 2011: Hindenburg (zweiteiliger Fernsehfilm)
- 2011: Dschungelkind
- 2012: Hanni & Nanni 2
- 2012: Wir wollten aufs Meer
- 2012: Rommel (Fernsehfilm)
- 2013: Der Minister (Fernsehfilm)
- 2013: Unsere Mütter, unsere Väter (dreiteiliger Fernsehfilm)
- 2013: Hanni & Nanni 3
- 2013: Der fast perfekte Mann
- 2013: Das Mädchen mit dem indischen Smaragd (zweiteiliger Fernsehfilm)

Ausführender Produzent
- 2004–2005: Verschollen (Fernsehserie, 12 Episoden)
- 2006: Die Sturmflut (Fernsehfilm)
- 2006: Lulu (Fernsehfilm)
- 2010: Laconia (zweiteiliger Fernsehfilm)
- 2016: Tödliche Geheimnisse (Fernsehfilm)